# Enrique Peña
Enrique Peña, född 21 april 1942, är en friidrottare från Colombia. Han deltog vid olympiska sommarspelen 1980.